# Нардо
Нардо́ (італ. Nardò, сиц. Nardò) — муніципалітет в Італії, у регіоні Апулія, провінція Лечче.
Нардо розташоване на відстані близько 510 км на схід від Рима, 145 км на південний схід від Барі, 22 км на південний захід від Лечче.
Населення — 31 785 осіб (2014).

Щорічний фестиваль відбувається 20 лютого. Покровитель — San Gregorio Armeno.

## Демографія
Населення за роками:

Станом на 1 січня 2023 року в муніципалітеті офіційно проживало 779 іноземців з 64 країн, серед них 352 громадяни країн Євросоюзу та 2 громадяни України.

## Уродженці
- Фабріціо Мікколі (*1979) — італійський футболіст, півзахисник, нападник.

## Сусідні муніципалітети
- Аветрана
- Копертіно
- Галатіна
- Галатоне
- Леверано
- Порто-Чезарео
- Саліче-Салентино
- Вельє

## Спорт
За 20 км на північний захід від міста розташований випробувальний трек Нардо.